# Propyria morelosia
Propyria morelosia là một loài bướm đêm thuộc phân họ Arctiinae, họ Erebidae.